# Punctigerella koreana
Punctigerella koreana är en insektsart som först beskrevs av Anufriev 1971.  Punctigerella koreana ingår i släktet Punctigerella och familjen dvärgstritar. Inga underarter finns listade i Catalogue of Life.